# Fernando Belasteguín
Fernando Belasteguín (* 19. Mai 1979 in Pehuajó) ist ein ehemaliger argentinischer Padelspieler. Er spielte auf der linken Seite des Padelfeldes und führt den Schläger mit der rechten Hand. Er begann seine Karriere im Alter von 15 Jahren. Als jüngster Spieler des Sports stand er im Alter von 22 Jahren an der Spitze der Weltrangliste. Belasteguín und sein Partner Juan Martín Díaz blieben ein Jahr und neun Monate lang ungeschlagen und gewannen zwischen September 2005 und Mai 2007 22 Turniere in Folge, was einen Rekord darstellt. Außerdem belegten sie 13 Jahre lang den ersten Platz der Weltrangliste und gewannen 170 Turniere.
Belasteguín wurde zehnmal hintereinander zu Argentiniens Pádel-Sportler des Jahres (Olimpia de Plata) gewählt. Am eindrucksvollsten ist seine Bilanz von fünf Padel-Weltmeisterschaftstiteln in den Jahren 2002, 2004, 2006, 2014 und 2016. Er stand am längsten auf Platz 1 der Weltrangliste der International Padel Federation. Ende 2024 beendete er seine Karriere. Neben der argentinischen führt er auch die spanische Staatsangehörigkeit. Er gilt als einer der besten Padelspieler aller Zeiten.

## Spieltechnik

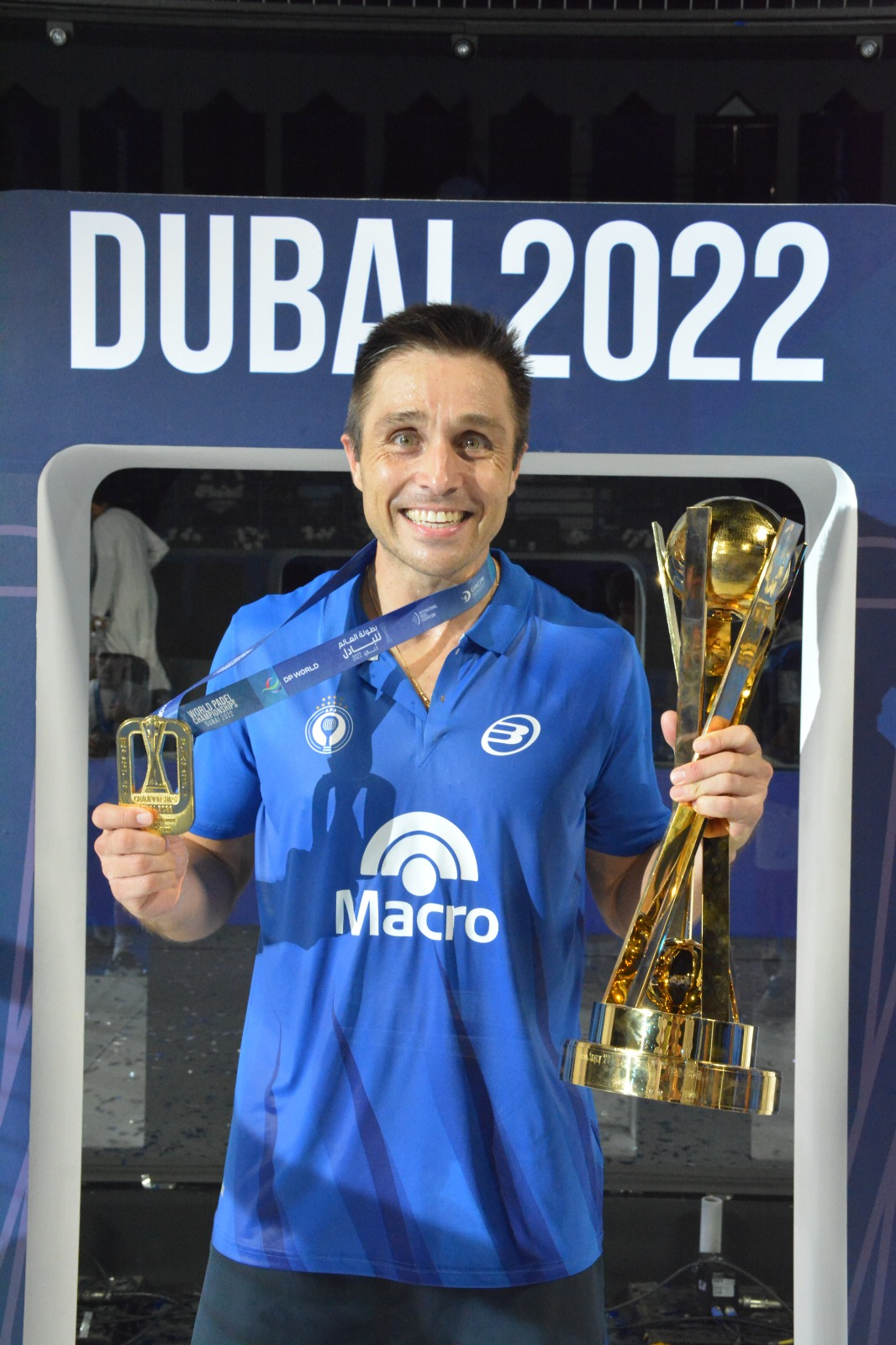
Belasteguín bei der Siegerehrung der Weltmeisterschaft 2022 in Dubai

Er ist für seine außergewöhnlichen technischen Fähigkeiten und seinen einzigartigen Spielstil bekannt, insbesondere für seine solide und konstante Verteidigung. Seine Fähigkeit, schwierige Schüsse abzuwehren und den Ball im Spiel zu halten, ist eine seiner größten Stärken. Er verfügt über ein breites Spektrum an Schlägen in seinem Repertoire, darunter Schmetterschläge, Lobs und Stops. Obwohl er anfangs für sein defensives Spiel bekannt war, hat Belasteguín im Laufe der Jahre einen aggressiveren Ansatz entwickelt, bei dem er Kraft und Präzision im Ballwechsel kombiniert.

## Karrierebilanz
- 210 Turniersiege von 253 gespielten Finalen seit seinem professionellen Debüt
- 15 Jahre lang Nummer 1 der Weltrangliste, davon zwei aufeinanderfolgende Jahre
- 22 aufeinanderfolgende Turniersiege
- Gewinner von 158 von 178 Finalspielen mit Juan Martín Díaz (2002–2014)
- fünfmaliger Padel-Weltmeister

Im März 2025 übernahm er die Aufgabe als Turnierleiter des Motorola Razr Miami Premier Padel P1 2025, der ersten Auflage des Turniers und dem zweiten Event der Premier-Padel-Saison.